# 孫乾
孫 乾（そん けん）は、中国後漢末期の政治家。字は公祐。青州北海郡の人。『三国志』蜀志に伝がある。

## 略歴
劉備が陶謙の跡を継いで徐州刺史となったとき、招聘を受けて従事となった。裴松之の注が引用する『鄭玄伝』によると、同郷の鄭玄が州に推挙したため、招聘されたとある。
呂布が徐州を奪い取ると、劉備につき従って曹操の元に身を寄せた。後に劉備が曹操から離反したとき、冀州の袁紹への使者として派遣された。劉備が袁紹の元を離れて荊州の劉表を頼ったときは、糜竺と共に劉表への使者として赴いている。
劉表は袁尚に対し、袁尚と袁譚の抗争について「劉備や孫乾らと話し合うたびに心を痛めている」という内容の手紙を送ったという。
建安19年（214年）、劉備が益州を領有すると、従事中郎から秉忠将軍に昇進し、糜竺に次ぐ簡雍と同等の待遇を受けたが、間もなく死去した。

## 『三国志演義』での孫乾
小説『三国志演義』では、陶謙が臨終時に徐州を劉備に譲ることを決めたとき、劉備を輔佐する人材として孫乾を推挙したことになっている。劉備の文官・外交官として正史以上の活躍を見せるとともに、関羽・趙雲・張飛の助言役として活躍することもあったように描かれている。
『三国志演義』よりも古い『三国志平話』では、簡雍に次ぐ古参の1人として劉備の黄巾軍討伐に従っている描写もある。